# Hawker Fury (dvouplošník)
Hawker Fury byl britský jednomístný jednomotorový jednopříhradový stíhací dvouplošník, první stíhací letoun firmy Hawker (až do roku 1933 H. G. Hawker Engineering Co. Ltd., později Hawker Aircraft Ltd., součást koncernu Hawker-Siddeley Aircraft Co. Ltd.) nesoucí toto jméno. Hawker Fury byl prvním stíhacím letadlem Royal Air Force v řadové službě, které překonalo rychlostní hranici 200 mil za hodinu, tedy 322 km/h. Vedle vysoké rychlosti stroj vynikal i vysokou obratností a vynikající ovladatelností, což jejich pilotům umožňovalo mj. i na leteckých dnech předvádět do té doby nevídané sestavy skupinové akrobacie.

## Vznik a vývoj
Letoun byl dílem šéfkonstruktéra firmy Hawker, kterým byl Sydney Camm (později Sir Sydney, CBE, FRAeS). Vznikl dalším vývojem typu, vzniklého na základě specifikací F.20/27, které požadovaly konstrukci záchytného a přepadového stíhacího letounu. Firma pro tyto zadání zkonstruovala stroj poháněný vzduchem chlazeným hvězdicovým motorem Bristol Jupiter VII (později místo něj dostal výkonnější motor Bristol Mercury VI). Firma záhy využila zcela nového motoru Rolls-Royce F.XI, později velice rozšířeného typu známého jako Rolls-Royce Kestrel a postavila pro něj na svoje náklady zcela nový letoun. Nový motor vynikal neobvykle příznivým poměrem výkonu k vlastní hmotnosti, dané v prvé řadě použitím konstrukce válců v tzv. monobloku, kdy řadu šesti válců tvořil jediný odlitek z hliníkové slitiny (do té doby byly jednotlivé válce obvykle samostatné, s navařenými chladicími plášti; nové řešení mj. i umožnilo zmenšit rozteče válců, takže motor byl oproti dřívějším konstrukcím kratší).
Prototyp nové stíhačky Hawker Hornet, poháněné vodou chlazeným vidlicovým dvanáctiválcem Rolls-Royce F.XIA o výkonu 314 kW, byl zalétán v březnu 1929 a s velkým úspěchem předveden veřejnosti na Olympia Aero Show roku 1929, kde za jeho řízením seděl šéfpilot firmy, Paul Ward Spencer „George“ Bulman (později Group Captain, CBE, MC, AFC & Two Bars). Stroj právě zde předvedl, že je bez problémů schopen splnit základní požadavek specifikací F.20/27, totiž „dostihnout v co nejkratším čase nepřátelské letadlo přelétávající nad letištěm ve výšce 20,000 stop rychlostí 150 mil za hodinu“. Záhy byl prototyp vybaven silnější pohonnou jednotkou F.XIS o výkonu 359 kW.
Na základě úspěšných zkoušek se RAF rozhodlo typ přijmout do výzbroje na základě zpětně vypsané specifikace F.13/30 z března 1930 (prototyp Hornetu RAF zakoupilo až v září 1929, za částku 6500 Lstg, dostal přiděleno sériové číslo J9682). Objednávku na prvních 21 strojů firma obdržela 30. srpna 1930, první „skutečný“ Hawker Fury Mk.I (K1936) pak vzlétl 25. března 1931 v Brooklands, za jeho řízením byl Philip Edward Gerald „Gerry“ Sayer (později šéfpilot firmy Gloster). Ovšem i přes skvělé výkony se Fury příliš nerozšířil, nejspíše i pro hlubokou ekonomickou depresi — byly jím vyzbrojeny pouze 1., 25. a 43. peruť RAF v Tangmeru. Přesto následovaly další objednávky a mateřská firma tak pro RAF do roku 1935 vyrobila celkem 118 Fury Mk.I. Pohonnou jednotku tvořily dvanáctiválce Rolls-Royce Kestrel IIS o výkonu 393 kW. Výzbroj se skládala ze dvou synchronizovaných kulometů Vickers ráže 7,7 mm.
Prakticky v téže době, kdy byl Fury přijat do výzbroje, firma zároveň začala pracovat na konstrukci potenciálního nástupce, který měl splňovat požadavky specifikací F.7/30. Vývoj typů splňujících tyto požadavky se ovšem protahoval, takže alespoň prozatím byl RAF přijat do výzbroje i „mezityp“ Hawker Fury Mk.II, který poháněl motor Rolls-Royce Kestrel VI o maximálním výkonu 479 kW. Prototyp vznikl přestavbou letounu Fury sériového čísla K1935. První sériový stroj (s/n K7263) ze 112 postavených Mk.II vzlétl 3. prosince 1936. Stroje Fury II dostaly do výzbroje perutě číslo 25, 41, 73 a 87. Fury Mk.II sloužily u RAF v první linii až do začátku roku 1939.

## Zahraniční uživatelé

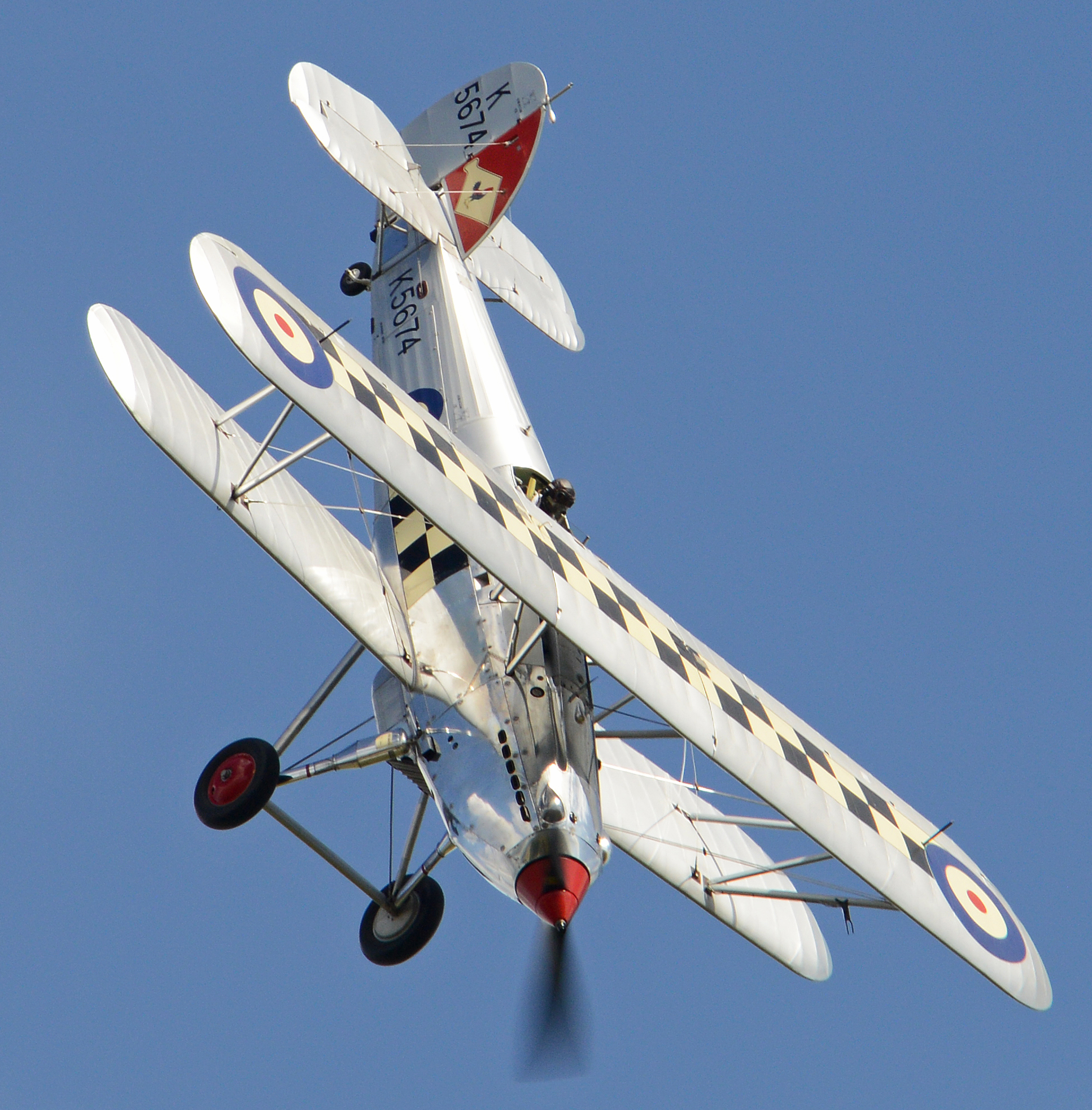
Hawker Fury I ‘K5674’ imatrikulace G-CBZP

Od června 1934 do roku 1939 sloužily u portugalského vojenského letectva tři letouny Fury I s motory Kestrel II.S k hlídkování hranic, značené výrobcem Portuguese Fury.
Největším provozovatelem typu po RAF se stala Jugoslávie. Nejdříve bylo dodáno šest letounů vyrobených v roce 1931 a posléze značených Fury IA. Jeden exemplář byl zkušebně vybaven motorem Hispano-Suiza 12Nb o výkonu 374 kW, který se však příliš neosvědčil. Po testech byl proto opět instalován obvyklý Rolls-Royce Kestrel. Na dalším jugoslávském letounu této série byl testován francouzský řadový motor Lorraine Petrel Hfra o výkonu 538 kW. V říjnu 1935 bylo pro Jugoslávské královské letectvo objednáno deset nových strojů, které byly dodávány do června 1937. Hawker letouny značil Yugoslav Fury, JKRV je do výzbroje zařadilo jako Fury II. Letouny s novým podvozkem poháněl motor Kestrel XVI o výkonu 557 kW. Vedle originálních britských Hawker Fury II bylo v Jugoslávském letectvu ve výzbroji i 24 licenčních strojů zhotovených firmou Ikarus a 16 leteckou společností Zmaj. V rámci JKRV zasáhly Fury ještě do bojů s Luftwaffe v dubnu 1941.
Vzhledem ke specifickým klimatickým podmínkám některých zahraničních zájemců o letoun Fury se začalo vedení společnosti Hawker zajímat o náhradu kapalinou chlazených motorů za hvězdicové vzduchem chlazené pohonné jednotky. Prvním takto upraveným strojem pro Norsko, zalétaným 9. září 1932 pilotem Sayerem, byl Fury s motorovou jednotkou Armstrong-Siddeley Panther IIIA o výkonu 390 kW. Problém s posunutým těžištěm však ani po intenzivních zkouškách nebyl vyřešen, proto zůstalo u dodávky jediného stroje.
Dalším zájemcem o hvězdicovým motorem vybavené stroje se stala Persie, (dnešní Írán). V lednu 1933 zadala společnosti Hawker objednávku na 16 letounů s americkými motory Pratt & Whitney S2B1-G Hornet s výkonem 551 kW. První let typu označeného Persian Fury proběhl 29. května 1933. Dále pak bylo dodáno šest letounů druhé série s britskými hvězdicovými motory Bristol Mercury VI.S2 o výkonu 452 kW. První let takto modifikovaného typu proběhl 25. září 1934. Ještě v roce 1942 byly stroje umístěny spolu se 74. stíhací perutí s letouny Hawker Hurricane v Meherabadu na severozápadě Persie při ochraně hranic proti možnému útoku německých vojsk z Kavkazu.
Sedm exemplářů vycházejících z výkonnější varianty Mk.II bylo exportováno v roce 1935 do Jihoafrické unie. South African Air Force zařadilo do výzbroje také 24 starších Fury Mk.I, které získalo až za druhé světové války z přebytků RAF. Jihoafričtí piloti v jejich kabinách zasáhli do bojů s Italy v letech 1940 a 1941 nad východní Afrikou.
Již v roce 1930 byl ve Španělsku předváděn původní prototyp Hawker Hornet, který však již nesl nové bojové jméno Fury. K objednávce však nedošlo z důvodů zavádění stíhacích strojů Hispano-Nieuport 52 do španělského letectva. Situace se ovšem změnila v polovině 30. let 20. století a Španělé byly nuceni hledat náhradu za rychle zastarávající typ. V červnu 1935 proto pětičlenná delegace z Dirección General de Aeronáutica začala v Británii jednat o dodávce stíhacích Fury. Po zkouškách španělských letců modifikovaného továrního Hawkeru Fury Mk.I obě strany podepsaly licenční smlouvu o výrobě 50 letounů u společnosti Hispano v Guadalajaře. Jedním z požadavků španělské delegce byla zástavba francouzského řadového kapalinou chlazeného dvanáctiválce Hispano-Suiza 12Xbrs o výkonu 458 kW a výzbroje dvou trupových synchronizovaných kulometů Hispano ráže 13,2 mm, závěsníky pak měly umožnit podvěs dvojice kulometů Hispano-Suiza ráže 7,92 mm či Vickers Mk.V ráže 7,7 mm. Společnost Hispano zároveň navrhla další úpravy, díky kterým se u mateřské továrny začaly označovat Spanish Fury. Zahrnovaly konstrukční prvky odzkoušené na pokusných letounech. Jednalo se především o aerodynamicky výhodnější samonosné podvozkové nohy s olejovými tlumiči a vnitřně odpruženými koly Dowty, které byly odzkoušeny na neoficiálně označeném letounu Intermediate Fury (G-ABSE). Množství pohonných hmot bylo zvýšeno přidáním další nádrže do trupu na celkových 304 l, překonstruován byl rovněž podtrupový chladič.
První ze tří vzorových Spanish Fury, vyrobených přímo v továrně Hawker, vzlétl z letiště v Brooklands 7. dubna 1936. Zalétání dalších dvou následovalo 17. a 23. dubna. Jeden z těchto strojů prošel krátkými testy u A&AEE v Martlesham Heath.

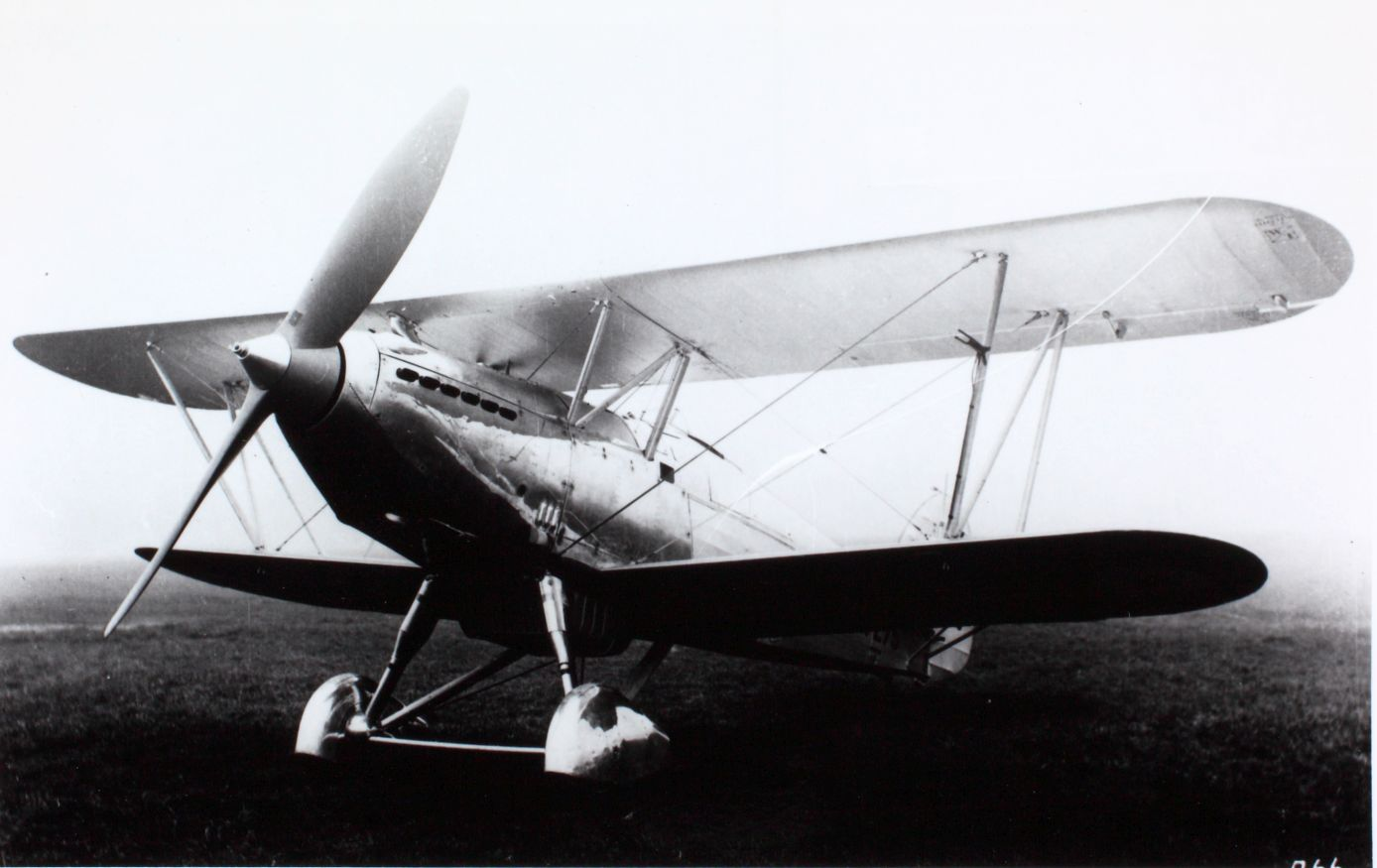
Hawker Fury

Plánovanou licenční výrobu Fury u společnosti Hispano se do vypuknutí občanské války nepodařilo zrealizovat a španělské vojenské letectvo tak získalo pouze tři vzorové stroje (4-1 až 4-3). Do továrny v Guadalajaře dorazily 11. července 1936. Letouny zde po smontování zalétal člen britského doprovodu P. C. Lucas. Po vypuknutí povstání si všechny tři letouny podržely vládní síly. Následně byly Spanish Fury vzduchem přepraveny na madridské letiště Cuatro Vientos, kde do nich byla v dílnách Servicio de Armamento de Aviación Militar instalována hlavňová výzbroj. Na začátku měsíce srpna došlo k vážnému poškození Spanish Fury 4-3 při havárii během špatně vypočítaného přistání pilota sarg. Andrése García La Calleho. Během 19. srpna došlo ke ztrátě druhé Spanish Fury (4-2), pilotované sarg. Félixem Urtubi Ercilem, při stíhání letounu Junkers Ju 52/3m. Lehce poškozený stroj ukořistili nacionalisté a přemístili ho do Parque Regional del Sur v Tabladě, kde byl opraven. Po rekonstrukci byl užíván Fuerzas Aéreas Nacionales do konce války (4W-1). V prosinci 1945 letoun obdržel v rámci nového španělského letectva Ejército del Aire označení C.2-1 (91-27). Do stavu jej převzala transportní a cvičná skupina Grupo de Transporte y Entrenamiento del Estado Mayor. Vyřazen byl v květnu 1951.
V koncem srpna 1936 tak Aviación Militar zůstal pouze Hawker Fury 4-1, se kterým nejčastěji létal La Calle. 30. srpna La Calle přelétl Spanish Fury na žádost předsunutého letiště Talavera de la Reina Madrid na toto nové působiště. Na základně umístěná dvojice Hispano-Nieuportů 52 totiž postrádala dostatečné výkony na boj s Ju 52/3m. Již na druhý den se La Calle zapojil do boje se stroji Fiat CR.32 z italského intervenčního letectva Aviación del Tercio z letiště Cáceres. Při zpátečním letu z ozbrojeného průzkumu v prostoru Madridu. Mezi Talaverou de la Reina a Orpesou byla dvojce ten. Ernesto Monico a serg. Bruno Castellani napadena republikánskými stíhačkami, včetně La Calleho Fury. Republikánští piloti oba Fiaty sestřelili, z nichž minimálně jeden si na své konto připsal La Calle. Poté, co La Calle odcestoval do Barcelony, usedal do kokpitu Spanish Fury námořní pilot Javier Jover Roviera. Dne 28. října byl letoun těžce poškozen nárazem do vedení vysokého napětí na letišti Alcalá de Henares. Vrak byl přesunut na letiště La Rabasa u Alicante, kam byla evakuována také továrna Hispano-Suiza. Technici zde s využitím druhé poškozené Fury 4-3 sestavili jeden kompletní letoun (4-13). Od března 1938 sloužil k protivzdušné obraně základny La Rabasa a nedalekého přístavu Alicante. Následně dolétal při výcviku stíhacích pilotů.

## Sériově vyráběné verze
- Hawker Fury (později Fury I) poháněný motorem Rolls-Royce Kestrel IIS
- Hawker Fury II poháněný motorem Rolls-Royce Kestrel VI

## Uživatelé

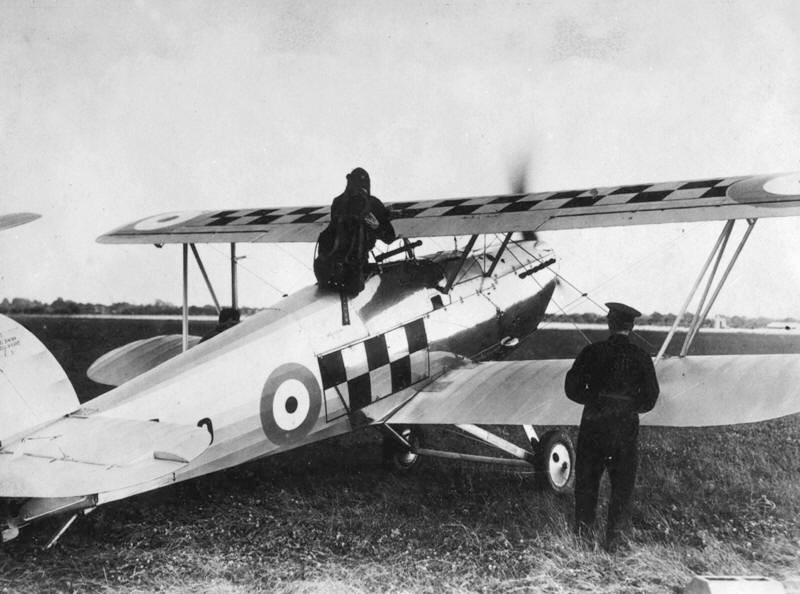
Hawker Fury v barvách 43. perutě RAF

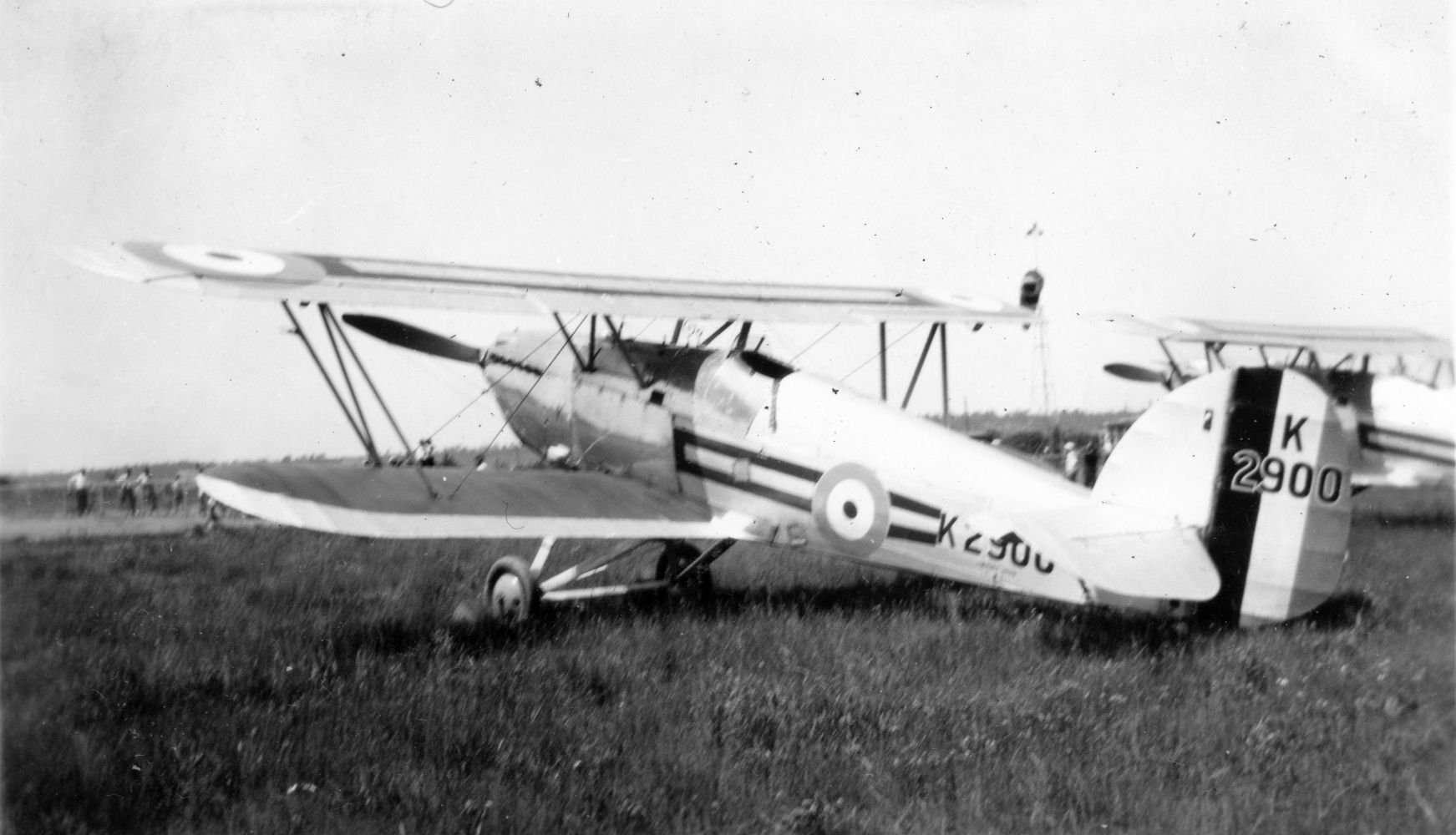
Hawker Fury Mk.I (K2900), No. 1 Squadron, RAF

- Jihoafrická unie
  - South African Air Force
- Království Jugoslávie
  - Jugoslávské královské letectvo
- Norsko
  - Norské armádní letectvo (jen 1 kus)
- Persie
  - Perské císařské letectvo
- Portugalsko
  - Portugalské armádní letectvo
- Spojené království
  - Royal Air Force
    - 1. stíhací peruť RAF (Fury I II/1932-XI/1938)
    - 25. stíhací peruť RAF (Fury I II/1932-1937, Fury II XII/1936-X/1937)
    - 41. stíhací peruť RAF (Fury II X/1937-I/1939)
    - 43. stíhací peruť RAF (Fury I V/1931-I/1939)
    - 73. stíhací peruť RAF (Fury II III/1937-VII/1937)
    - 87. stíhací peruť RAF (Fury II III/1937-VI/1937)
- Španělská republika
  - Letectvo Španělské republiky
- Španělský stát
  - Ejército del Aire

## Specifikace (Fury I)

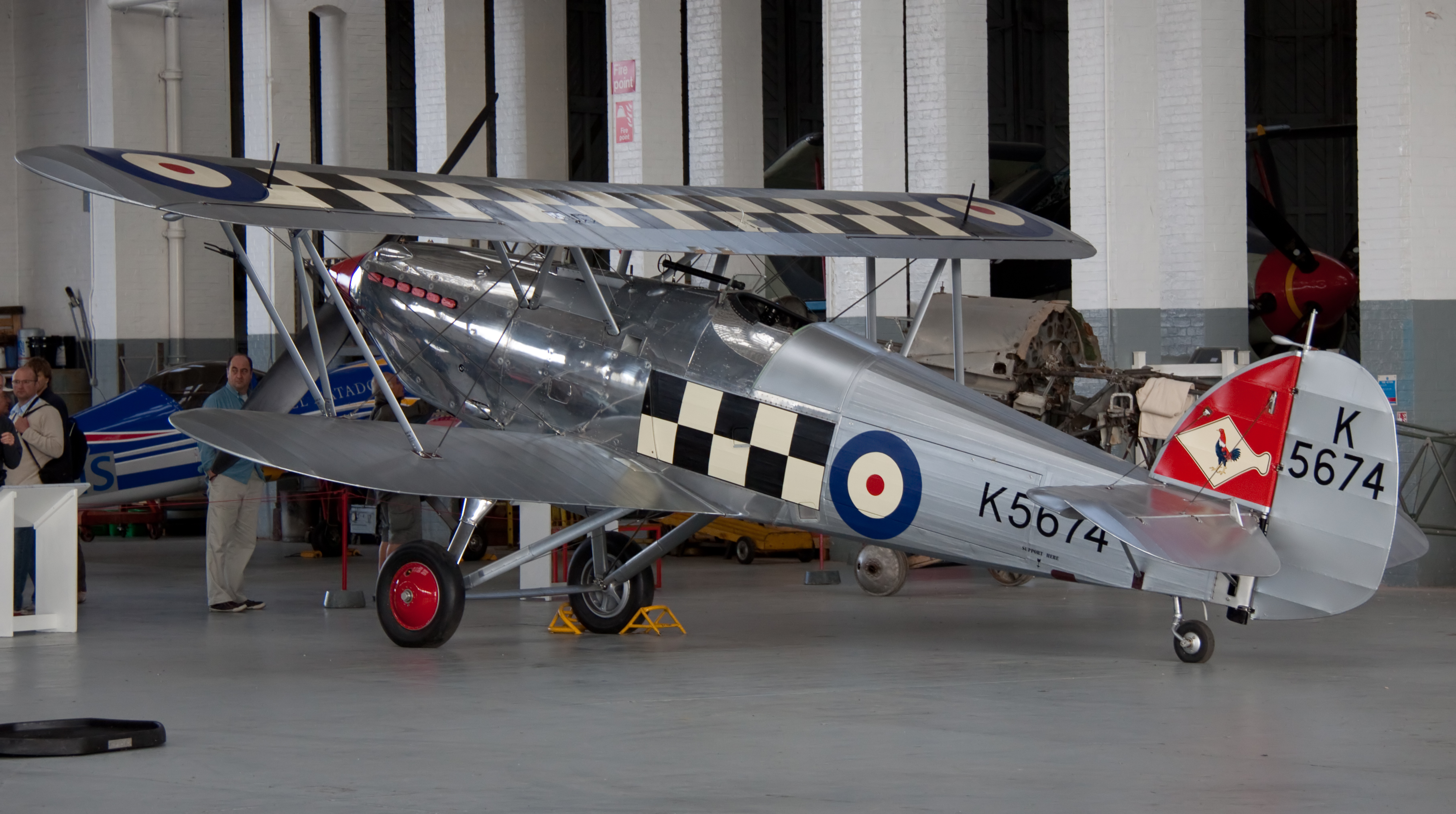
Hawker Fury Mk.I (K5674), 2011

### Technické údaje
- Osádka: 1 (pilot)
- Pohonná jednotka: Rolls-Royce Kestrel IIS
- Výkon motoru: 550 hp (410 kW) ve výšce 3962 m
- Rozpětí: 9,144 m
- Délka: 8,153 m
- Výška: 3,111 m
- Nosná plocha: 23,39 m²
- Hmotnost prázdného letounu: 1190 kg
- Vzletová hmotnost: 1583 kg

### Výkony
- Maximální rychlost: 333 km/h ve výšce 4267 m
- Dostup: 8534 m
- Počáteční stoupavost: 732 m/min
- Čas výstupu do výšky 3048 m: 4 min 25 sec
- Dolet: 491 km

### Výzbroj
- 2 × synchronizovaný kulomet Vickers Mk.II nebo Mk.IIID ráže 7,7 mm, se zásobou 600 nábojů na zbraň

## Specifikace (Fury II)

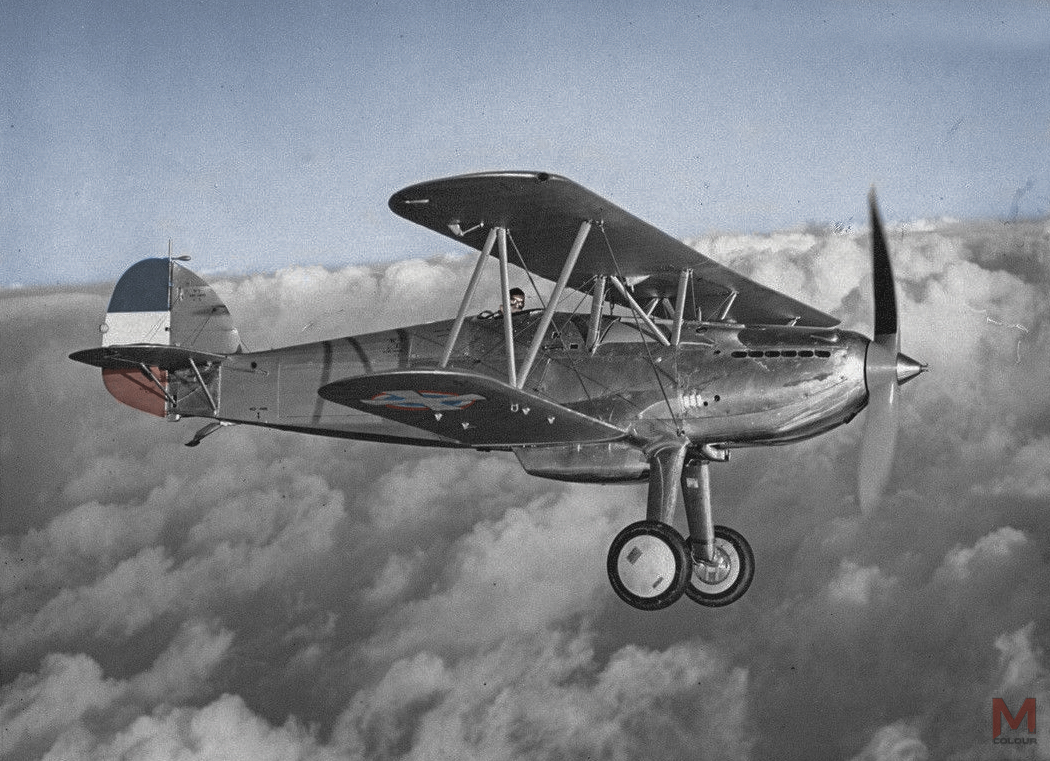
Jugoslávský Hawker Fury Mk II

### Technické údaje
- Osádka: 1 muž (pilot)
- Pohonná jednotka: Rolls-Royce Kestrel VI
- Výkon motoru: 640 hp (477 kW) ve výšce 4267 m
- Rozpětí: 9,144 m
- Délka: 8,153 m
- Výška: 3,111 m
- Nosná plocha: 23,39 m²
- Hmotnost prázdného letounu: 1240 kg
- Vzletová hmotnost: 1637 kg

### Výkony
- Maximální rychlost: 359 km/h ve výšce 5029 m
- Dostup: 8991 m
- Počáteční stoupavost: 792 m/min
- Čas výstupu do výšky 3048 m: 3 min 50 sec
- Dolet: 434 km

### Výzbroj
- 2 × synchronizovaný kulomet Vickers Mk.V ráže 7,7 mm, se zásobou 600 nábojů na zbraň